# Zeitkritik
Zeitkritik ist die Kritik am momentanen Zeitalter, dem aktuellen Zeitgeist. Zeitkritik hat im Unterschied zur Kulturkritik kein Geschichtsbewusstsein und wird als Teil der allgemeinen Philosophie auch in Form von Politikwissenschaft betrieben. Moderne Zeitkritik bezieht sich auf die gesamte Neuzeit, insbesondere aber auf das 20. und 21. Jahrhundert.

## Hauptgruppen
- Kritik an der politischen Situation und Staatskritik (z. B. Militarismus, Faschismus oder Liberalismus).
- Kritik an der ökonomischen Situation wie Wirtschaftskrisen und Arbeitslosigkeit.
- Kritik an der ökologischen Situation wie globale Erwärmung, Umweltschutz oder Atomenergie.
- Wissenschaftskritik und naturwissenschaftliche Weltinterpretation. (z. B. Gehirnforschung)

## Zeitkritiker
- Joseph von Eichendorff sah Zeitkritik als Kritik am modernen Menschenbild[1].
- Martin Heidegger sprach in der Rede Gelassenheit von den verborgenen Gefahren der Technik und kommt damit von der Existenzial- zur Zeitkritik, die er "Kritik unseres gegenwärtigen Verhältnisses zur Welt als eines nur bewältigen wollenden, objektivierenden, zugreifenden und angreifenden Verhältnisses" nennt.
- Johann Ludwig Ewald fordert eine allgemeine Wirksamkeit der Grundsätze von Gerechtigkeit, Billigkeit und Menschlichkeit.[2]
- Karl Jaspers berief sich 1931 in seiner existenzphilosophischen Zeitkritik auf Sören Kierkegaard und verwendete den Begriff Nivellierung zur Charakterisierung moderner Massenphänomene.